# Livezile (Alba)
Livezile (veraltet Cacova; deutsch Laßlenkirch, ungarisch Úrháza) ist eine rumänische Gemeinde im Kreis Alba in der Region Siebenbürgen.
Der Ort ist auch unter den rumänischen Bezeichnungen Cacova Aiudului oder Vlad und den ungarischen Vládháza oder Kákova bekannt.

## Geographische Lage

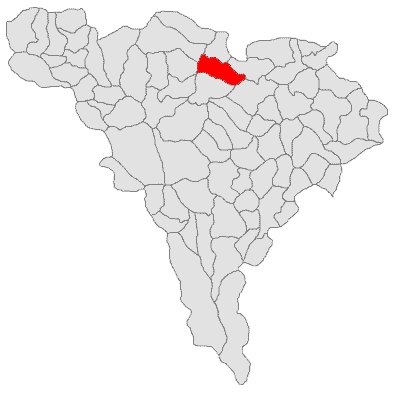
Lage der Gemeinde Livezile im Kreis Alba

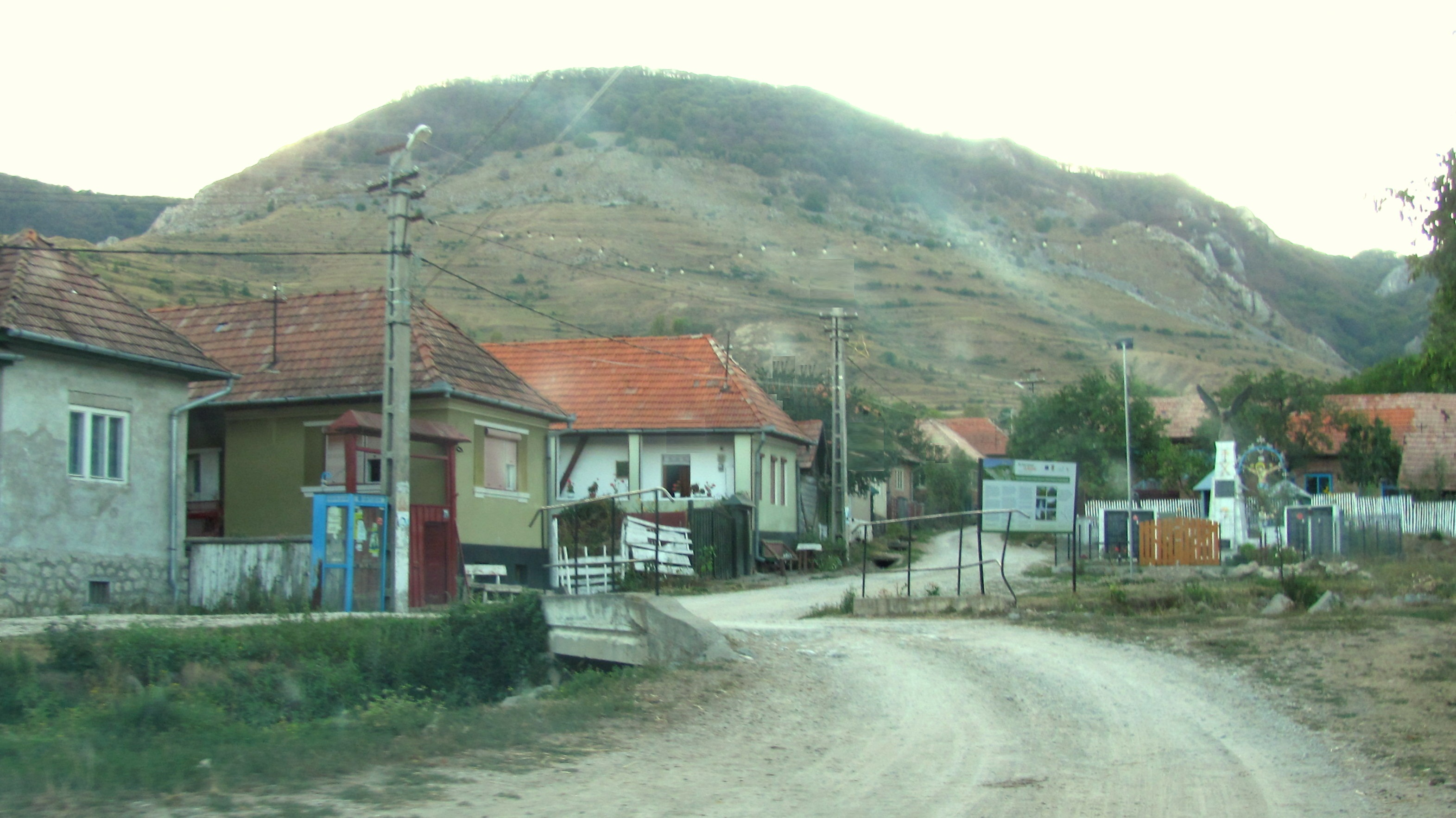
Blick auf Livezile

Livezile liegt im Norden des Kreises Alba, östlich des Trascău-Gebirges im Westen Siebenbürgens. Am Fluss Aiud und der Kreisstraße (Drum județean) DJ 107M, befindet sich der Ort 9 Kilometer nordwestlich von Aiud (Straßburg am Mieresch); die Kreishauptstadt Alba Iulia liegt ca. 38 Kilometer südlich von Livezile entfernt.

## Geschichte
Archäologische Funde (aus der Altsteinzeit) in der Höhle Bozguta beim eingemeindeten Dorf Vălișoara (Agendorf) zeigen, dass das Gebiet der Gemeinde schon lange besiedelt war. Nach Berichten von S. Fenichel, G. Téglás, I.  Hampel u. a. stammen weitere Funde aus der Frühbronzezeit.
Der Ort wurde zum ersten Mal 1733 unter der Bezeichnung Kákova erwähnt. Seit 1964 wird der Ort mit dem Namen Livezile genannt.
Die Hauptbeschäftigung der Bevölkerung sind die Viehzucht, der Obstbau und wegen des Vorkommens von Kalkstein in der Umgebung die Kalkbrennerei.

## Bevölkerung
Die Bevölkerung der Gemeinde entwickelte sich wie folgt:
| 1850 | 2.325 | 2.311 | - | - | 14  |
| 1941 | 3.573 | 3.560 | 1 | - | 12  |
| 2002 | 1.526 | 1.506 | 6 | - | 14  |
| 2011 | 1.192 | 1.156 | 5 | - | 31  |
| 2021 | 1.041 | 930   | 3 | - | 108 |

Die höchste Einwohnerzahl der heutigen Gemeinde – und zugleich die höchste Zahl der Rumänen – wurde 1941 ermittelt; die der Ungarn (9) 1956, die der Roma (14) 1850/2002. Bei der Volkszählung von 1910 wurden einmalig fünf Deutsche und 2002 ein Slowake registriert.

## Sehenswürdigkeiten
- Die Rumänisch-Orthodoxe Kirche Adormirea Maicii Domnului, 1611 errichtet, 1848 erneuert, steht unter Denkmalschutz.[8]
- Das Ethnografische Dorfmuseum, 2006 eröffnet.
- Das Kloster Sfântul Ioan Botezătorul („Johannes der Täufer“)
- In der Umgebung der Gemeinde liegen mehrere touristische Ausflugsziele des Trascău-Gebirges, z. B. das Naturreservat Cheile Vălișoarei bei dem eingemeindeten Dorf Poiana Aiudului (Birkenfeld), dem Bedeleu-Höhenzug (1227 m) und den Karsthöhlen Huda lui Papară und Poarta Zmeilor bei Izvoarele (Bedellő).[9]